# Sternbergit
Sternbergit ist ein selten vorkommendes Mineral aus der Mineralklasse der „Sulfide und Sulfosalze“ mit der chemischen Zusammensetzung AgFe2S3 und ist damit chemisch gesehen ein Silber-Eisen-Sulfid.
Sternbergit kristallisiert im orthorhombischen Kristallsystem und bildet pseudohexagonale, bis zu 0,6 cm große tafelige Kristalle von tombak- bis hellbrauner Farbe, die häufig zu rosettenförmigen Mineral-Aggregaten angeordnet sind.

## Etymologie und Geschichte

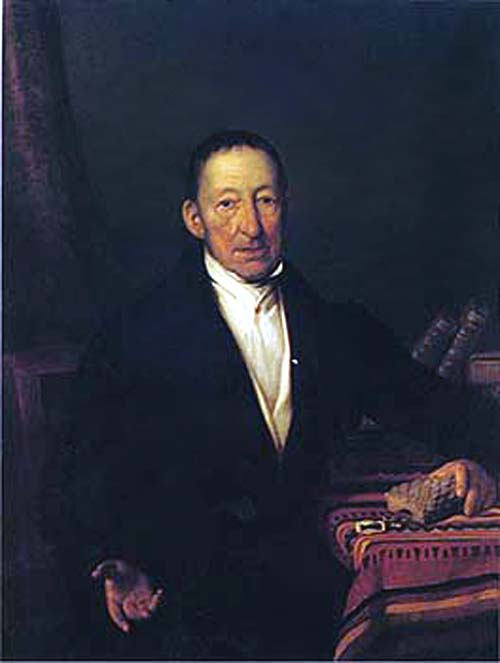
Kaspar Graf Sternberg

Das Mineral wurde erstmals 1827 von Wilhelm Ritter von Haidinger beschrieben, der bereits ein Jahr zuvor zwei Proben eines Minerals erhielt, die sich keiner bereits bekannten Spezies zuordnen ließen. Eines stammte aus der von Franz Xaver Zippe verwalteten mineralogischen Sammlung des Nationalmuseums (von Prag, ehemals Vaterländisches Museum des böhmischen Reiches), in der später noch mehr Stücke des neuen Minerals entdeckt wurden. Auf dem Etikett der zweiten Probe stand lediglich, dass es ein „tombackbraunes, problematisches Fossil“ sei und in „sechsseitigen Tafeln krystallisiert“. Allerdings war bekannt, dass das Material aus Sankt Joachimsthal (heute Jáchymov) im tschechischen Teil des Erzgebirges stammte.
Haidinger schlug gemeinsam mit Karl August Neumann und Zippe die Bezeichnung Sternbergit für das neue Mineral vor, zu Ehren des Gründers des Nationalmuseums, Graf Kaspar Maria von Sternberg.

## Klassifikation
Bereits in der veralteten, aber teilweise noch gebräuchlichen 8. Auflage der Mineralsystematik nach Strunz gehörte der Sternbergit zur Mineralklasse der „Sulfide und Sulfosalze“ und dort zur Abteilung der „Sulfide mit Metall : S,Se,Te ≈ 1:1“, wo er zusammen mit Argentopyrit, Cubanit, Enargit die „Enargit-Reihe“ mit der System-Nr. II/C.14 bildete.
Die seit 2001 gültige und von der International Mineralogical Association (IMA) verwendete 9. Auflage der Strunz’schen Mineralsystematik ordnet den Sternbergit ebenfalls in die Abteilung der „Metallsulfide, M : S = 1 : 1 (und ähnliche)“ ein. Diese ist allerdings weiter unterteilt nach den in der Verbindung vorherrschenden Metallen, so dass das Mineral entsprechend seiner Zusammensetzung in der Unterabteilung „mit Zink (Zn), Eisen (Fe), Kupfer (Cu), Silber (Ag) usw.“ zu finden ist, wo es nur noch zusammen mit Argentopyrit die „Sternbergitgruppe“ mit der System-Nr. 2.CB.65 bildet.
Auch die vorwiegend im englischen Sprachraum gebräuchliche Systematik der Minerale nach Dana ordnet den Sternbergit in die Klasse der „Sulfide und Sulfosalze“ und dort in die Abteilung der „Sulfidminerale“ ein. Hier ist er zusammen mit Picotpaulit in der unbenannten Gruppe 02.09.12 innerhalb der Unterabteilung „Sulfide – einschließlich Selenide und Telluride – mit der Zusammensetzung AmBnXp, mit (m+n):p=1:1“ zu finden.

## Kristallstruktur
Sternbergit kristallisiert im orthorhombischen Kristallsystem in der Raumgruppe Ccme (Raumgruppen-Nr. 64, Stellung 2) mit den Gitterparametern a = 6,615 Å, b = 11,639 Å und c = 12,693 Å sowie acht Formeleinheiten pro Elementarzelle.

## Modifikationen und Varietäten
Sternbergit ist dimorph zu Argentopyrit. Die beiden Minerale sind ihrer Zusammensetzung und unterscheiden sich lediglich in ihrer kristallographischen Raumgruppe und den Gitterparametern. 

## Bildung und Fundorte
Sternbergit bildet sich hydrothermal zusammen mit anderen silberhaltigen Sulfosalzen sowie in sulfidischen Cobalt-Nickel-Silber-Ansammlungen. Es ist vergesellschaftet mit Stephanit, Akanthit, Proustit, Pyrargyrit, Argentopyrit, Xanthokon, Pyrit, Galenit, Sphalerit, Dolomit, Calcit und Quarz.
Es sind bislang (Stand Dezember 2010) 51 Fundorte von Sternbergit bekannt. Neben seiner Typlokalität fand man das Mineral unter anderem in Beaverdell und Itchen Lake in Kanada, Hulun Buir und Wannian in China, Châteauneuf-du-Faou und La-Croix-aux-Mines in Frankreich, Wieden, Waidhaus, Nieder-Beerbach, Sankt Andreasberg, Meschede und mehreren Orten des Erzgebirges in Deutschland, Márianosztra in Ungarn, Aomori, Suzuyama und Miyazaki in Japan, Pachuca de Soto und Temascaltepec in Mexiko, Djebel Sarhro und Djebel Siroua in Marokko, Kongsberg und Hemnes in Norwegen, Celendin in Peru, Chiuzbaia in Rumänien, die Regionen Primorje und Kamtschatka in Russland, Hiendelaencina in Spanien, Boliden und Hällefors in Schweden sowie den US-Bundesstaaten Arizona, Kalifornien, Colorado, Nevada und New Mexico.